# Elimia gibbera
Elimia gibbera är en snäckart som först beskrevs av Goodrich 1922.  Elimia gibbera ingår i släktet Elimia och familjen Pleuroceridae. IUCN kategoriserar arten globalt som utdöd. Inga underarter finns listade i Catalogue of Life.